# Kråkskär (Berghamn, Korpo)
Kråkskär est une île de l'archipel finlandais à Pargas en Finlande.

## Géographie
L'île est à environ 70 kilomètres au sud-ouest de Turku.
Sa superficie est de 55,9 hectares et sa plus grande longueur est de 1,8 kilomètre dans la direction sud-ouest-nord-est.
L'île s'élève à environ 15 mètres d'altitude,.